# Давыдовский сельсовет (Курганская область)
Давы́довский сельсовет — муниципальное образование со статусом сельского поселения в составе Притобольного района Курганской области.
Административный центр — село Давыдовка.

## История
В соответствии с Законом Курганской области от 6 июля 2004 года № 419 сельсовет наделён статусом сельского поселения.

## Население
| 1989 | 2002  | 2004  | 2010 | 2012 | 2013 | 2014 |
| ---- | ----- | ----- | ---- | ---- | ---- | ---- |
| 1623 | ↘1270 | ↘1104 | ↘889 | ↘859 | ↘816 | ↘790 |
| 2015 | 2016  | 2017  | 2018 | 2019 | 2020 |      |
| ↘761 | ↘720  | ↘707  | ↘692 | ↘662 | ↘651 |      |

## Состав сельского поселения
| № | Населённый пункт | Тип населённого пункта       | Население |
| - | ---------------- | ---------------------------- | --------- |
| 1 | Давыдовка        | село, административный центр | ↘554      |
| 2 | Комановка        | деревня                      | ↘28       |
| 3 | Патраки          | деревня                      | ↘157      |
| 4 | Покровка         | деревня                      | ↘33       |
| 5 | Поляковка        | деревня                      | →2        |
| 6 | Туманова         | деревня                      | ↘115      |